# Mnesibulus nigrolineatus
Mnesibulus nigrolineatus är en insektsart som beskrevs av Lucien Chopard 1931. Mnesibulus nigrolineatus ingår i släktet Mnesibulus och familjen syrsor. Inga underarter finns listade i Catalogue of Life.